# Czonki
Czonki (biał. Чонкі; ros. Чёнки, Czonki) – osiedle na Białorusi, w obwodzie homelskim, w rejonie homelskim, w sielsowiecie Czonki, nad Sożą. Od wschodu graniczą z Homlem.
Pierwsza wzmianka o Czonkach pochodzi z XVII w. Początkowo leżały w Rzeczypospolitej Obojga Narodów, w której administracyjnie przynależały do województwa mińskiego i powiatu rzeczyckiego. W wyniku I rozbioru Polski w 1772 zostały przyłączone do Rosji. W jej ramach XIX i w początkach XX w. położone były w guberni mohylewskiej, w powiecie homelskim. Następnie w granicach Związku Sowieckiego. Od 1991 w niepodległej Białorusi.
Od 1775 istniał tu drewniany monaster św. Makarego, zniszczony w czasach sowieckich.